# Missy Elliott
Melissa Arnette (Missy) Elliot (Portsmouth (Virginia), 1 juli 1971) is een Amerikaanse rapper, zangeres, songwriter en producer. Voorheen was ze bekend onder de naam Missy "Misdemeanor" Elliott. Elliott won vijf Grammy Awards en verkocht meer dan 30 miljoen platen in de Verenigde Staten.

## Carrière
Elliott brak eind jaren '90 door als artiest en is een van de grootste vrouwelijke hiphop-artiesten van haar tijd, met hits als I want you back, Get ur freak on, 4 my people en Car wash.
Een van haar grootste hits een remix werd 4 My People. Het origineel deed weinig, maar een remix van Basement Jaxx werd in meerdere landen een grote hit. In 2005 werkt ze met Ciara en Fatman Scoop samen op Lose control, een plaat die refereert aan de oude elektrohit Clear van Cybotron.
In juni 2019 was Elliott de eerste vrouwelijke rapper die werd ingewijd in Songwriters Hall of Fame. In 2021 kreeg ze een ster op de Hollywood Walk of Fame.

## Privéleven
In juni 2011 vertelde Elliott aan People Magazine dat haar afwezigheid in de muziekindustrie te wijten was aan de ziekte van Graves, een hyperthyreoïdie. Ze werd gediagnosticeerd nadat ze bijna een auto had gecrasht omdat ze tijdens het autorijden ernstige beenspasmen had. Ze ervoer ernstige symptomen van de aandoening en kon zelfs geen pen vasthouden om liedjes te schrijven. Na de behandeling stabiliseerden haar symptomen en kondigde ze aan graag verder te willen met haar carrière.

## Discografie

### Albums
| Album met eventuele hitnotering(en) in de Nederlandse Album Top 100 | Datum van verschijnen | Datum van binnenkomst | Hoogste positie | Aantal weken | Opmerkingen |
| ------------------------------------------------------------------- | --------------------- | --------------------- | --------------- | ------------ | ----------- |
| Supa dupa fly                                                       | 1997                  | 27-09-1997            | 75              | 5            |             |
| Da real world                                                       | 1999                  | 07-10-1999            | 57              | 14           |             |
| Miss E... so addictive                                              | 2001                  | 26-05-2001            | 14              | 46           |             |
| Under construction                                                  | 01-11-2002            | 23-11-2002            | 37              | 20           |             |
| This is not a test!                                                 | 21-11-2003            | 06-12-2003            | 44              | 15           |             |
| The cookbook                                                        | 01-07-2005            | 09-07-2005            | 21              | 10           |             |
| Respect M.E.                                                        | 08-09-2006            | 09-09-2006            | 54              | 6            |             |

| Album met hitnotering(en) in de Vlaamse Ultratop 200 albums | Datum van verschijnen | Datum van binnenkomst | Hoogste positie | Aantal weken | Opmerkingen |
| ----------------------------------------------------------- | --------------------- | --------------------- | --------------- | ------------ | ----------- |
| Miss E... so addictive                                      | 2001                  | 26-05-2001            | 16              | 39           |             |
| Under construction                                          | 2002                  | 30-11-2002            | 39              | 3            |             |
| This is not a test!                                         | 2003                  | 06-12-2003            | 32              | 19           |             |
| The cookbook                                                | 2005                  | 16-07-2005            | 20              | 12           |             |
| Respect M.E.                                                | 2006                  | 16-09-2006            | 37              | 6            |             |

### Singles
| Single met eventuele hitnotering(en) in de Nederlandse Top 40 | Datum van verschijnen | Datum van binnenkomst | Hoogste positie | Aantal weken | Opmerkingen                                                                                                   |
| ------------------------------------------------------------- | --------------------- | --------------------- | --------------- | ------------ | --- |
| Cold rock a party                                             | 1997                  | 22-02-1997            | 33              | 4            | met MC Lyte / #36 in de Single Top 100 / Dancesmash op Radio 538                                              |
| Not tonight                                                   | 24-06-1997            | 20-09-1997            | 30              | 3            | als Missy "Misdemeanor" Elliott / met Lil' Kim, Da Brat, Left Eye & Angie Martinez / #33 in de Single Top 100 |
| The rain (Supa dupa fly)                                      | 1997                  | 04-10-1997            | 27              | 4            | als Missy "Misdemeanor" Elliott / #44 in de Single Top 100                                                    |
| Sock it 2 me                                                  | 1997                  | 20-12-1997            | tip5            | -            | met Da Brat / #56 in de Single Top 100                                                                        |
| Make it hot                                                   | 1998                  | 05-09-1998            | tip8            | -            | als Missy "Misdemeanor" Elliott / met Nicole & Mocha / #57 in de Single Top 100                               |
| I want you back                                               | 07-09-1998            | 10-10-1998            | 6               | 9            | als Missy "Misdemeanor" Elliott / met Melanie B / #6 in de Single Top 100 / Alarmschijf                       |
| Here we come                                                  | 1999                  | 27-02-1999            | 29              | 4            | als Missy "Misdemeanor" Elliott / met Timbaland & Magoo / #33 in de Single Top 100                            |
| She's a bitch                                                 | 1999                  | 19-06-1999            | tip6            | -            | als Missy "Misdemeanor" Elliott / #53 in de Single Top 100                                                    |
| All 'n my grill                                               | 1999                  | 31-07-1999            | tip4            | -            | als Missy "Misdemeanor" Elliott / met MC Solaar / #86 in de Single Top 100                                    |
| Get ur freak on                                               | 27-04-2001            | 05-05-2001            | 10              | 10           | als Missy "Misdemeanor" Elliott / #9 in de Single Top 100                                                     |
| One minute man                                                | 20-07-2001            | 21-07-2001            | tip22           | -            | als Missy "Misdemeanor" Elliott / met Ludacris / #41 in de Single Top 100                                     |
| Son of a Gun (I Betcha Think This Song Is About You)          | 2001                  | 15-12-2001            | 34              | 3            | met Janet Jackson, P. Diddy & Carly Simon / #34 in de Single Top 100                                          |
| 4 My People                                                   | 05-04-2002            | 13-04-2002            | 2               | 16           | als Missy "Misdemeanor" Elliott / #2 in de Single Top 100 / Alarmschijf / Dancesmash op Radio 538             |
| Oops (Oh my)                                                  | 2002                  | 08-06-2002            | 40              | 2            | als Missy "Misdemeanor" Elliott / met Tweet / #32 in de Single Top 100                                        |
| Take away                                                     | 2002                  | 08-06-2002            | tip11           | -            | als Missy "Misdemeanor" Elliott / met Ginuwine                                                                |
| Work it                                                       | 01-11-2002            | 16-11-2002            | 19              | 9            | #12 in de Single Top 100                                                                                      |
| Gossip folks                                                  | 28-02-2003            | 22-03-2003            | 40              | 2            | met Ludacris / #50 in de Single Top 100                                                                       |
| Pass that dutch                                               | 07-11-2003            | 22-11-2003            | 39              | 2            | #38 in de Single Top 100                                                                                      |
| Cop that sh#!                                                 | 2003                  | -                     |                 |              | met Timbaland & Magoo / #98 in de Single Top 100                                                              |
| Fighting temptation                                           | 2004                  | 31-01-2004            | 13              | 7            | met Beyoncé, Free & MC Lyte / #11 in de Single Top 100                                                        |
| Car wash                                                      | 18-10-2004            | 23-10-2004            | 3               | 15           | met Christina Aguilera / Soundtrack Shark Tale / #3 in de Single Top 100 / Alarmschijf                        |
| 1,2 step                                                      | 07-03-2005            | 23-04-2005            | 18              | 6            | met Ciara / #12 in de Single Top 100                                                                          |
| Lose control                                                  | 24-06-2005            | 30-07-2005            | 39              | 3            | met Ciara & Fatman Scoop / #24 in de Single Top 100                                                           |
| Do it                                                         | 2007                  | 22-09-2007            | 16              | 10           | met Nelly Furtado / #31 in de Single Top 100 /Alarmschijf                                                     |
| Ching-a-ling                                                  | 2008                  | -                     |                 |              | #97 in de Single Top 100                                                                                      |
| How ya doin'?                                                 | 2013                  | 01-06-2013            | tip6            | -            | met Little Mix / Nr. 91 in de Single Top 100                                                                  |

| Single met hitnotering(en) in de Vlaamse Ultratop 50 | Datum van verschijnen | Datum van binnenkomst | Hoogste positie | Aantal weken | Opmerkingen                                     |
| ---------------------------------------------------- | --------------------- | --------------------- | --------------- | ------------ | ----------------------------------------------- |
| I want you back                                      | 1998                  | 24-10-1998            | 24              | 7            | als Missy "Misdemeanor" Elliott / met Melanie B |
| Get ur freak on                                      | 2001                  | 26-05-2001            | 17              | 10           | als Missy "Misdemeanor" Elliott                 |
| One minute man                                       | 2001                  | 25-08-2001            | 30              | 9            | als Missy "Misdemeanor" Elliott / met Ludacris  |
| Son of a gun (I betcha think this song is about you) | 2001                  | 15-12-2001            | 20              | 10           | met Janet Jackson, P. Diddy & Carly Simon       |
| 4 my people                                          | 2002                  | 20-04-2002            | 3               | 16           | als Missy "Misdemeanor" Elliott                 |
| Oops (Oh my)                                         | 2002                  | 01-06-2002            | 48              | 2            | met Tweet                                       |
| Take away                                            | 2002                  | 17-08-2002            | tip9            | -            | als Missy "Misdemeanor" Elliott / met Ginuwine  |
| Work it                                              | 2002                  | 09-11-2002            | 19              | 9            |                                                 |
| Gossip folks                                         | 2003                  | 22-03-2003            | 24              | 7            | met Ludacris                                    |
| Pass that dutch                                      | 2003                  | 22-11-2003            | 27              | 10           |                                                 |
| Party to Damascus                                    | 2003                  | 06-12-2003            | tip11           | -            | met Wyclef Jean                                 |
| Cop that sh#!                                        | 2003                  | 10-01-2004            | tip9            | -            | met Timbaland & Magoo                           |
| Fighting temptation                                  | 2004                  | 06-03-2004            | 37              | 7            | met Beyoncé, Free & MC Lyte                     |
| Car wash                                             | 2004                  | 06-11-2004            | 2               | 22           | met Christina Aguilera / Soundtrack Shark Tale  |
| 1,2 step                                             | 2005                  | 16-04-2005            | 14              | 11           | met Ciara                                       |
| Lose control                                         | 2005                  | 25-06-2005            | 24              | 13           | met Ciara & Fatman Scoop                        |
| Do it                                                | 2007                  | 08-09-2007            | tip1            | -            | met Nelly Furtado                               |
| Ching-a-ling                                         | 2008                  | 05-04-2008            | tip20           | -            |                                                 |
| Get involved                                         | 2011                  | 19-02-2011            | 48              | 1            | met Ginuwine & Timbaland                        |
| How ya doin'?                                        | 2013                  | 20-04-2013            | tip94*          |              | met Little Mix                                  |

## Filmografie
| Jaar | Titel                       | Rol        | Opmerkingen  |
| ---- | --------------------------- | ---------- | ------------ |
| 2001 | Pootie Tang                 | Diva       |              |
| 2003 | Ultrasound: Hip Hop Dollars | Zichzelf   | Documentaire |
| 2003 | Honey                       | Zichzelf   |              |
| 2004 | Fade to Black               | Zichzelf   |              |
| 2004 | Shark Tale                  | Stem       |              |
| 2005 | Just for Kicks              | Zichzelf   |              |
| 2021 | Cinderella                  | Town Crier |              |

| Jaar | Titel                                  | Rol                 | Opmerkingen       |
| ---- | -------------------------------------- | ------------------- | ----------------- |
| 1997 | All That                               | Zichzelf            | Twee afleveringen |
| 1997 | Family Matters                         | Zichzelf            | Eén aflevering    |
| 1998 | The Wayans Bros.                       | Zichzelf            | Eén aflevering    |
| 2003 | Eve                                    | Zichzelf            | Eén aflevering    |
| 2003 | Punk'd                                 | Zichzelf            | Eén aflevering    |
| 2005 | The Road to Stardom with Missy Elliott | Zichzelf            | Realityserie      |
| 2008 | Ego trip's Miss Rap Supreme            | Zichzelf            | Realityserie      |
| 2008 | My Super Sweet 16                      | Jurylid             | Seizoen 2         |
| 2009 | Party Monsters Cabo                    | Zichzelf            | Eén aflevering    |
| 2010 | What Chilli Wants                      | Zichzelf            | Eén aflevering    |
| 2015 | The Voice                              | Assisterende mentor | Seizoen 9         |
| 2016 | American Dad!                          | YoYo                | Stem              |
| 2016 | Taraji P. Henson's White Hot Holidays  | Zichzelf            |                   |
| 2017 | Star                                   | Pumpkin             | Twee afleveringen |

- Bibliothèque nationale de France: cb14012187k (data)
- Gemeinsame Normdatei: 135066719
- International Standard Name Identifier: 0000 0003 6846 8884
- Library of Congress Control Number: no97050913
- MusicBrainz: a0b8cb9e-7532-45fe-a74c-30e7c4009a39
- Nationale Bibliotheek van Tsjechië: xx0268745
- Nationale Bibliotheek van Israël: 987007415386105171
- SNAC: w60v99q0
- Système universitaire de documentation: 080517684
- Virtual International Authority File: 85547824
- WorldCat: E39PBJcrggRpkGj6Bb4bXwB3wC